# Eleccions al Parlament Europeu de 1996 (Finlàndia)
En les eleccions al Parlament Europeu de 1996 en Finlàndia, celebrades al juny, es va escollir als 16 representants d'aquest país per a la quarta legislatura del Parlament Europeu. Després de la seua recent incorporació a la Unió Europea, és la primera participació de Finlàndia en uns comicis europeus, celebrats de forma intercalada enmig d'una legislatura.

## Resultats
| Dades de participació | Dades de participació | Dades de participació |
| --------------------- | --------------------- | --------------------- |
| Cens electoral        | 4.108.703             | 100%                  |
| Votants               | 2.366.504             | 57,6                  |
| Abstenció             | 1.742.199             | 42,4                  |
| A candidatura         | 2.249.411             |                       |

| ← Eleccions al Parlament Europeu de 1996 → |         |       |        |
| Partit                                     | Vots    | %     | Escons |
| Partit del Centre (KESK)                   | 548.041 | 24,36 | 4      |
| Partit Socialdemòcrata de Finlàndia (SDP)  | 482.577 | 21,45 | 4      |
| Coalició Nacional (KOK)                    | 453.729 | 20,17 | 4      |
| Lliga de l'Esquerra (VAS)                  | 236.490 | 10,51 | 2      |
| Lliga Verda (VIHR)                         | 170.670 | 7,59  | 1      |
| Partit Popular Suec (SFP)                  | 129.425 | 5,75  | 1      |
| Nuorsuomalaiset (NUORS)                    | 68.134  | 3,03  | 0      |
| Lliga Cristiana de Finlàndia (SKL)         | 63.279  | 2,81  | 0      |
| Altres                                     | 97.066  | 4,3   | 0      |